# 188 (số)
188 (một trăm tám mươi tám) là một số tự nhiên ngay sau 187 và ngay trước 189.

## Trong toán học
- Số 188 là số chẵn.
- Số 188 có 6 ước: 1, 2, 4, 47, 94, 188.
- Số 188 là hợp số.
- Số 188 là số thiếu hụt.
- Số 188 là số may mắn.
- Số 188 là số phi totient.